# Herbert Achternbusch
Herbert Achternbusch, född som Herbert Schild den 23 november 1938 i München, död 10 januari 2022 i München, var en tysk filmskapare, författare, skådespelare och målare.

## Verksamhet
Herbert Achternbusch skrev samhällskritiska berättelser, romaner och dramer, grundade i egna erfarenheter. Bland hans verk märks Das Kamel ("Kamelen", 1970) och Weg ("Bort", 1985). Inga av hans litterära verk är översatta till svenska (2022). 
I sina filmer, ofta med groteska och absurda inslag, försökte Achternbusch ställa konventionella moralbegrepp på ända. Han var ofta såväl författare, producent som skådespelare i samma produktion. Bland filmerna märks Bierkampf ("Ölkamp", 1977), Das letzte Loch ("Det sista hålet", 1981), samt Hick's last Stand (1990).

## Priser
- Petrarcapriset 1977 (Achternbusch brände upp prischecken efter mottagandet)